# NGC 6225
NGC 6225 est une vaste galaxie lenticulaire relativement éloignée et située dans la constellation d'Hercule. Sa vitesse par rapport au fond diffus cosmologique est de 9 860 ± 52 km/s, ce qui correspond à une distance de Hubble de 145,4 ± 10,2 Mpc (∼474 millions d'al). NGC 6225 a été découverte par l'astronome américain Lewis Swift en 1887.